# Santa Maria de Llerona
Santa Maria de Llerona és una església d'origen preromànic, datada l'any 990. És l'església parroquial des de 1575, ja que abans ho era l'ermita de Sant Iscle ubicada a prop de Can Guilla.
Està catalogada com a Bé Cultural d'Interès Nacional.

## Edifici
La planta de l'església, que encara roman, és de creu llatina amb tres absis quadrats, que conserven el record preromànic. El portal amb una arquivolta recolzada sobre columnes amb capitells decorats i les finestres de doble esqueixada evidencien l'obra del segle xii. A la banda interior els brancals presenten decoració estriada que continua a l'arc que suporta. Seguidament hi ha dues columnes llises amb capitells figurats amb una arquivolta de secció circular del mateix gruix que les columnes, amb ornamentació en entreteixits. L'arquivolta exterior és d'aresta bisellada. Al capitell de l'esquerra es representa un mascaró entre fulles d'acant i, en el capitell de la dreta, es representa a la Verge damunt un coixí entre dos àngels. Probablement és l'escena de l'assumpció.
A l'angle entre la nau i el transsepte hi ha dues capelles laterals, a les quals s'accedeix des dels braços del transsepte que fan de base a les dues torres del segle xv, d'alçada desigual. La capella de l'esquerra fou ampliada el segle xvii. El 1900 fou construïda com a prolongació del braç esquerre del transsepte, la capella del Santíssim, actualment tapiada. A l'interior de l'església, sobre l'entrada, hi ha el cor, d'arc rebaixat. La sagristia és obra de finals del segle xvi.
Culmina la façana un campanar d'espadanya de quatre obertures, refet el 1762.
La pica baptismal és una peça de marbre. Sembla que es tracta de la meitat de la coberta d'un sepulcre romà. Té forma cilíndrica, el seu interior està buit i l'exterior està decorat amb relleus que representen fulles de llorer.

## Història
L'església fou edificada al lloc d'una antiga vil·la romana, de la qual s'han trobat algunes restes, com ara una làpida que està encastada en un mur interior de l'església. La pica baptismal aprofita part d'un sepulcre romà, amb decoració de fulles de llorer.
L'església de Santa Maria de Llerona, situada dalt d'un turonet vora la carretera de Barcelona a Puigcerdà, és una construcció medieval, fortificada amb dues torres de defensa situades a ambdós costats de la capçalera. El lloc és esmentat ja l'any 926, però l'església s'esmenta per primer cop el 990. L'església es construí al lloc d'una antiga vil·la romana; l'edifici actual fou refet abans del 1226. Al segle xii s'amplià amb l'edificació de dues capelles sota els braços de la creu.
Durant la segona guerra remensa l'edifici es va fortificar i va acollir als revoltats. El 28 de març de 1485, en Pere Joan Sala, líder de la revolta va ser vençut i capturat a Llerona i executat a Barcelona immediatament després.
Al segle xvii, convertiren el campanar de cadireta en l'actual sala de campanes. El 1936, l'església i els arxius foren cremats. S'ha reconstruït l'arxiu i hom té constància del moviment parroquial des de 1901, a més d'haver copiat molts d'altres escrits del 1200 ençà.